# Без изход от Тексас: Във вашия дом
Без изход от Тексас: Във вашия дом (на английски: No Way Out of Texas: In Your House) е двадесетото pay-per-view събитие от поредицата Във вашия дом, продуцирано от Световната федерация по кеч (WWF). Събитието се провежда на 15 февруари 1998 г. в Хюстън, Тексас.

## Обща информация
Това е първото от поредица събития Във вашия дом, които по-късно се превръщат в заглавие на ежегодно PPV, замествайки метода по време на създаване на нови имена за всички събития, освен „Голямата четворка“ (Кралски грохот, Кечмания, Лятно тръшване и Серии Оцеляване). Въпреки това, тъй като по-късните събития не се състоят в Тексас, те са отрязани, а Без изход става редовно от 2000 г.
Шон Майкълс не се появява в основното събитие, както се рекламира, поради тежка травма на гърба, която води до първото му пенсиониране след Кечмания 14 на следващия месец. Той е заменен от Савио Вега.

## Резултати
| №                                         | Резултати | Правила                                                                 | Време |
| ----------------------------------------- | --- | ----------------------------------------------------------------------- | ----- |
| 1                                         | Хедбенгърс (Мош и Трашър) побеждават Кечистът, известен преди като Златен прах и Марк Меро (с Луна и Сейбъл)                                                                             | Отборен мач                                                             | 13:27 |
| 2                                         | Така Мичиноку (ш) поб. Пантера | Индивидуален мач за Титлата в лека-тежка категория на WWF               | 10:09 |
| 3                                         | Годуин (Хенри O. Годуин и Финиъс И. Годуин) поб. Квебеците (Жак и Пиер) | Отборен мач                                                             | 11:15 |
| 4                                         | Джъстин Брадшоу поб. Джеф Джарет (ш) (с Джим Корнет) чрез дисквалификация | Индивидуален мач за Северноамериканската титла в тежка категория на NWA | 08:33 |
| 5                                         | Ахмед Джонсън, Последователите на апокалипсиса (8-Бол, Чейнз и Скъл) и Кен Шамрок поб. Нацията на доминация (Скалата, Д'Ло Браун, Фарук, Кама Мустафа и Марк Хенри) чрез дисквалификация | Осморен отборен мач                                                     | 13:44 |
| 6                                         | Кейн (с Пол Беърър) поб. Вейдър | Индивидуален мач                                                        | 10:57 |
| 7                                         | Кактус Джак, Триона Чарли, Оуен Харт и Ледения Стив Остин поб. Разбойниците на Новото време (Били Гън и Роуд Дог), Савио Вега и Трите Хикса (с Чайна)                                    | Осморен отборен мач без дисквалификации                                 | 17:37 |
| - (ш) – указва шампиона/шампионите в мача | |                                                                         |       |